# Physalaemus nanus
Espèce
Synonymes
- Eupemphix nana Boulenger, 1888

Statut de conservation UICN

 LC  : Préoccupation mineure
Physalaemus nanus est une espèce d'amphibiens de la famille des Leptodactylidae.

## Répartition
Cette espèce est endémique du Brésil. Elle se rencontre jusqu'à 1 200 m d'altitude dans les États de Santa Catarina et du Rio Grande do Sul.

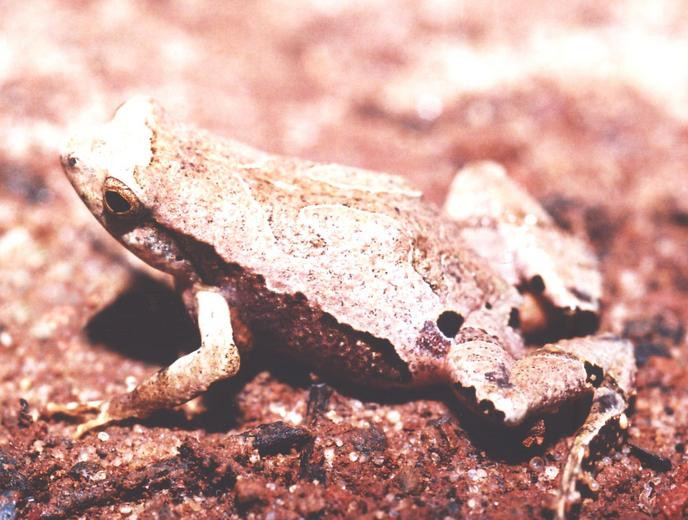
Physalaemus nanus

## Publication originale
- Boulenger, 1888 : Descriptions of new Brazilian Batrachians. Annals and Magazine of Natural History, sér. 6, vol. 1, no 6, p. 187-189 (texte intégral).